# オゼッラ・FA1D
オゼッラ・FA1D (Osella FA1D) はオゼッラ・スクアドラ・コルセが1982年のF1世界選手権に投入したフォーミュラ1カー。1982年から1983年にかけて13戦に出走したが、完走することはできなかった。

## 開発
FA1Dは根本的に新しい車両ではなく、むしろ、FA1Cの改訂版とも言うべき車両であった。ジョルジオ・ヴァレンティーニの設計した3台のFA1Cをベースに、82年シーズン中にハーベ・ギルピンが改良を進めたが、ギルピンは83年にリジェに移籍、残されたシャシーをトニー・サウスゲートが新たに導入されたフラットボトム規定に合わせて設計した。エンジンは引き続いてコスワースDFVを搭載したが、翌年からはアルファロメオ製エンジンを搭載することとなり、FA1Dはオゼッラの最後のコスワース製エンジン搭載車両となった。
FA1Dには2つのバージョンが存在した。どちらも、空気力学的な細部の設計によって区別される。1982年型FA1Dは翼型のサイドポンツーンを装備し、いわゆるウィングカーとして設計された。サイドポッドはコックピットからリアタイヤの範囲に及ぶ長さであった。資料によっては1982年の終盤5戦に投入されたこの車両をFA1Cとする場合もある。
しかし、1983年シーズンに導入されたフラットボトム規定を満たすため、サイドポンツーンは大幅に縮小された。ラジエターは小型化され、後輪前部に作られた三角形の拡張部分に収められた。ジュゼッペ・ペトロッタの指示により、他のチームと同様オゼッラも大型のリアウィングを装着、これはフラットボトム化によるロスを補うためのものであった。しかしながら同時に空気抵抗も増加、最高速度も低下した。ターボエンジンを使用するチームは出力の低下をブースト圧を増加させることで補うことができたが、自然吸気エンジンを搭載するオゼッラは競争力の低下に苦しんだ。
オゼッラ・FA1Dは当初1台しか製作されなかった。1983年シーズンの初めにもう2台が製作された。

## レース戦績

### 1982年
FA1Dはドイツグランプリでデビューした。ジャン＝ピエール・ジャリエのみに与えられ、5戦に出走したが完走することはできなかった。オーストリアでは予選落ちし、ラスベガスでは予選でクラッシュし決勝には出場できなかった。残る3戦はいずれも機械トラブルのためリタイアとなった。

### 1983年
1983年シーズンは再び2台体制となり、ピエルカルロ・ギンザーニとコラード・ファビがドライブした。ギンザーニは序盤3戦でFA1Dをドライブしたがいずれも予選落ちしている。第4戦サンマリノからは新型のアルファロメオ製自然吸気エンジンを搭載したFA1Eをドライブしている。セカンドドライバーのファビは第8戦のカナダまでFA1Dをドライブした。8戦の内予選通過したのは5回だが、いずれもリタイアに終わっている。

## F1における全成績
(key) （太字はポールポジション）
| 年     | チーム                       | エンジン                   | タイヤ | ドライバー                 | 1   | 2   | 3   | 4   | 5   | 6   | 7   | 8   | 9   | 10  | 11  | 12  | 13  | 14  | 15  | 16  | ポイント | 順位 |
| ------ | ---------------------------- | -------------------------- | ------ | -------------------------- | --- | --- | --- | --- | --- | --- | --- | --- | --- | --- | --- | --- | --- | --- | --- | --- | -------- | ---- |
| 1982年 | オゼッラ・スクアドラ・コルセ | フォード-コスワース DFV V8 | P      |                            | RSA | BRA | USW | SMR | BEL | MON | DET | CAN | NED | GBR | FRA | GER | AUT | SUI | ITA | CPL | 3*       | 12位 |
| 1982年 | オゼッラ・スクアドラ・コルセ | フォード-コスワース DFV V8 | P      | ジャン＝ピエール・ジャリエ |     |     |     |     |     |     |     |     |     |     |     | Ret | DNQ | Ret | Ret | DNS | 3*       | 12位 |
| 1982年 | オゼッラ・スクアドラ・コルセ | フォード-コスワース DFV V8 | P      | リカルド・パレッティ       |     |     |     |     |     |     |     |     |     |     |     |     |     |     |     |     | 3*       | 12位 |
| 1983年 | オゼッラ・スクアドラ・コルセ | フォード-コスワース DFV V8 | M      |                            | BRA | USW | FRA | SMR | MON | BEL | DET | CAN | GBR | GER | AUT | NED | ITA | EUR | RSA |     | 0        | NC   |
| 1983年 | オゼッラ・スクアドラ・コルセ | フォード-コスワース DFV V8 | M      | コラード・ファビ           | Ret | DNQ | Ret | Ret | DNQ | Ret | DNQ | Ret |     |     |     |     |     |     |     |     | 0        | NC   |
| 1983年 | オゼッラ・スクアドラ・コルセ | フォード-コスワース DFV V8 | M      | ピエルカルロ・ギンザーニ   | DNQ | DNQ | DNQ |     |     |     |     |     |     |     |     |     |     |     |     |     | 0        | NC   |

- FA1Cでのポイントも含む。

## 参照
1. ↑  Hodges: Rennwagen von A?Z nach 1945. 1994, S. 205.
2. ↑  Hodges: A–Z of Grand Prix Cars. 2001, S. 185.
3. ↑  Zum Verbot der Flügelautos und seinen Auswirkungen vgl. Cimarosti: Das Jahrhundert des Rennsports. 1997, S. 327.
4. ↑  Übersicht über die Exemplare des Osella FA1D auf der Internetseite oldracingcars.com